# Classe Sarojini Naidu
Pour les articles homonymes, voir Sarojini Naidu et Naidu.
La classe Sarojini Naidu  est une série de patrouilleurs semi-hauturiers construite par Goa Shipyard  de Vasco da Gama pour la Garde côtière indienne (ICG).

## Historique
Ces navires, armés et à grande vitesse, sont principalement conçus pour des opérations anti-contrebande, des déploiements anti-terroristes, la protection des pêches et des opérations de recherche et sauvetage. Ces navires peuvent également soutenir la marine indienne en temps de guerre, en tant qu'escorte de convoi côtier et lien de communication.
Ils sont propulsés par trois moteurs diesel MTU Friedrichshafen  entraînant des hydrojets indépendants Kamewa (en) . Ces navires sont conçus pour une bonne maniabilité et sont capables de fonctionner jusqu'à un état de mer agité (Force 4) et peuvent résister à mer très forte (Force 6). Les navires ont une vitesse maximale de 35 nœuds. et ont une portée opérationnelle de 2.800 km. Ils sont équipés d'un canon naval CRN 91 Naval Gun (en) de 30 mm à l'avant avec deux mitrailleuses de 7,62 mm ou 12,7 mm, chacune installée de chaque bord.
Ils sont équipés des derniers systèmes de communication et de navigation par satellite, y compris le système de positionnement mondial différentiel (DGPS), le système électronique d'affichage et d'information sur les cartes (ECDIS) et le système mondial de détresse et de sécurité en mer (GMDSS). Ils ont un hébergement climatisé pour un équipage de 35 personnes et ont une endurance de 7 jours. Les navires de cette série sont respectueux de l'environnement, avec une station de traitement des eaux usées à bord et les gaz utilisés pour la climatisation respectent la couche d'ozone.

## Unités
Inde :
| Nom                         | N° coque | Port d'attache | Lancement  | Mis en service |
| --------------------------- | -------- | -------------- | ---------- | -------------- |
| ICGS Sarojini Naidu         | 229      | Paradip        | 2002       | 11/11/2002     |
| ICGS Durgabai Deshmukh      | 230      | Port Blair     | 2002       | 29/04/2003     |
| ICGS Kasturba Gandhi        | 231      | Mangalore      | 6/07/2005  | 28/10/2005     |
| ICGS Aruna Asaf Ali         | 232      | Port Blair     | 20/10/2005 | 28/01/2006     |
| ICGS SubhadraKumari Chauhan | 233      | Bombay         | 30/12/2005 | 26/04/2006     |
| ICGS Meera                  | 234      | Okha           | 26/01/2006 | 25/07/2006     |
| ICGS Savitribai Phule       | 235      | Mangalore      | 28/04/2006 | 28/10/2006     |

République de Maurice :
| Nom          | N° coque | Photo | Lancement  | Mis en service |
| ------------ | -------- | ----- | ---------- | -------------- |
| MCGS Victory | CG-32    |       | 29/02/2016 | 10/12/2016     |
| MCGS Valiant | CG-33    |       | 2/02/2017  | 16/08/2017     |

## Galerie

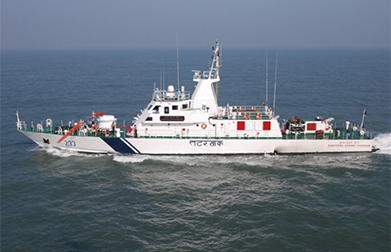
ICGS Sarojini Naidu
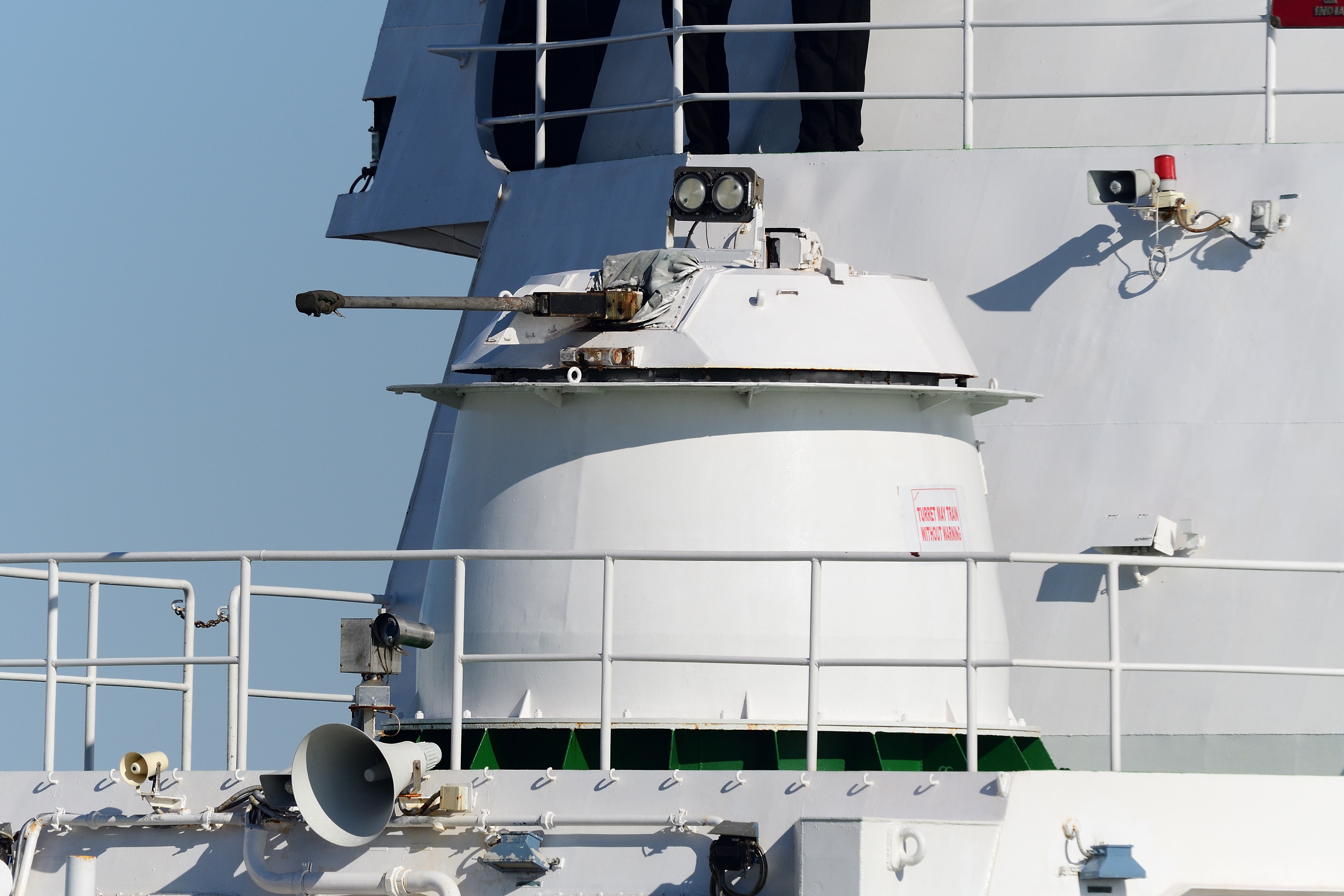
Canon de 30 mm CRN-91